# Era One & Lesson in Magic
Era One & Lesson in Magic #1 – dwupłytowy album szwajcarskiego zespołu Samael wydany 27 stycznia 2006 przez wytwórnię Century Media Records. Zawiera niewydawane wcześniej utwory autorstwa Xy nagrane w latach 2002–2003. Płyta zawiera wyłącznie muzykę elektroniczną, bez śladu metalowych brzmień, stąd też na płycie występują jedynie Vorph i Xy.

## Lista utworów

### CD1: Era One
1. "Era One" – 2:33
2. "Universal Soul" – 4:19
3. "Sound of Galaxies" – 4:21
4. "Beyond" – 2:59
5. "Night Ride" – 4:40
6. "Diamond Drops" – 4:26
7. "Home" – 1:36
8. "Voyage" – 4:00
9. "Above As Below" – 5:03
10. "Koh-I-Noor" – 5:33

### CD2: Lessons in Magic #1
1. "Connexion" – 4:28
2. "Reading Mind" – 3:21
3. "Red Unction" – 3:33
4. "Flying High" – 4:04
5. "Overcome" – 3:57
6. "Inside Stairs" – 4:01
7. "One With Everything" – 5:16
8. "Silent Words" – 4:45
9. "Wealth and Fortune" – 4:39

## Twórcy
- Vorph – wokal[1]
- Xy – instrument klawiszowy, programowanie, perkusja[1]

Autorem tekstów jest Vorph, muzykę napisał Xy.